# Lucien Wurmser
Pour les articles homonymes, voir Wurmser.
Lucien Wurmser est un pianiste, chef d'orchestre et compositeur français né le 23 mai 1877 à Paris et mort dans la même ville le 27 août 1967.

## Biographie
Lucien Wurmser naît le 23 mai 1877 à Paris,,.
Il commence l'apprentissage du piano à l'âge de six ans et entre à neuf ans au Conservatoire de Paris, où il est élève d'Émile Decombes en piano préparatoire et de Lucien Grandjany et Albert Lavignac en solfège et harmonie. Il poursuit ses études au sein de l'établissement en classe supérieure de piano auprès de Charles Wilfrid de Bériot et obtient un premier prix de piano en 1893, à l'âge de seize ans,. 
Il mène ensuite une carrière de pianiste virtuose en France et à l'étranger, et se distingue également comme chef d'orchestre et comme compositeur,. 
Comme interprète, il se produit dans un large répertoire, jouant Chopin, Schumann, Liszt, Fauré, d'Indy et Saint-Saëns. Son jeu est caractérisé par une « puissance sans dureté, la douceur sans afféterie, clarté, précision, un legato d'une étonnante souplesse, un staccato des plus brillants, la grandeur et la noblesse du style ».
Lucien Wurmser se produit également en musique de chambre avec des artistes tels Jacques Thibaud, André Asselin, Georges Enesco, Paul Bazelaire, André Hekking ou Raoul Pugno.
Comme pianiste, il est le créateur de plusieurs œuvres, de Camille Saint-Saëns, Claude Debussy (Tarentelle styrienne) et Louis Aubert (Sillages...), notamment. Louis Aubert lui dédie sa Valse-Caprice, op. 10, en 1902.
En 1900, il est nommé officier d'Académie,.
En 1903, Wurmser épouse la harpiste Lucile Adèle Delcourt, qui meurt en 1933. Il se marie ensuite en secondes noces avec Madeleine Mur, une ancienne élève,.
En 1905, il fonde et dirige à Paris l'École de piano Lucien Wurmser au 23, rue Ballu,.
Nommé officier de l'Instruction publique en 1907, il adhère à la Sacem en 1910 en qualité de compositeur.
Lucien Wurmser meurt le 27 août 1967 à Paris.

## Discographie
- Lucien Wurmser : le dernier impressionniste, Nicola Giosmin (piano), Éditions Hortus Hortus 246, 2024.

### Ouvrages généraux
- Raymond Charpentier, chap. XI « Grands virtuoses », dans Ladislas de Rohozinski (dir.), Cinquante ans de musique française : de 1874 à 1925, t. II, Paris, Les Éditions musicales de la Librairie de France, 1925 (lire en ligne), p. 317-357.
- Eugène Rapin, Histoire du piano et des pianistes, Paris, Lausanne, 1904 (lire en ligne), p. 473.
- Guy Sacre, La musique de piano : dictionnaire des compositeurs et des œuvres, vol. I (A-I), Paris, Robert Laffont, coll. « Bouquins », 1998, 1495 p. (ISBN 978-2-221-05017-0)